# Серафины (Дятловский район)
Серафи́ны  (бел. Серафіны) — деревня в Жуковщинском сельсовете Дятловского района Гродненской области Белоруссии. По переписи населения 2009 года в Серафинах проживало 19 человек.

## Этимология
Название деревни образовано от фамилии Серафин.

## История
В 1878 году Серафины — деревня в Дятловской волости Слонимского уезда Гродненской губернии (20 дворов, магазин). В 1880 году в Серафинах проживало 168 человек.
В 1905 году Серафины — деревня тех же волости, уезда и губернии (235 жителей).
В 1921—1939 годах Серафины находились в составе межвоенной Польской Республики. В 1923 году в Серафинах имелось 38 хозяйств. В сентябре 1939 года Серафины вошли в состав БССР.
В 1996 году Серафины входили в состав колхоза «1-е Мая». В деревне насчитывалось 40 хозяйств, проживало 66 человек.